# Tajuria bella
Tajuria bella är en fjärilsart som beskrevs av Hans Fruhstorfer. Tajuria bella ingår i släktet Tajuria och familjen juvelvingar. Inga underarter finns listade i Catalogue of Life.